# Friedrich Wilhelm Held
Friedrich Wilhelm Alexander Held, född 11 augusti 1813, död 26 mars 1872, var en tysk författare.
Held började som officer och skådespelare, framträdde under februarirevolutionen som radikal folktalare med svängde snabbt om och blev regeringsvänlig tidningsman. Han utgav tillsammans med Otto von Corvin Illustrierte Weltgeschichte (4 band, 1844-1851, svensk översättning 4 band 1846-1853).